# Перейринья, Бруну
Бруну Перейринья (порт. Bruno Pereirinha; 2 марта 1988, Синтра, Португалия) — португальский футболист, полузащитник.

## Клубная карьера
Родился 2 марта 1988 года в городе Синтра. Воспитанник юношеских команд футбольных клубов «Белененсеш» и «Спортинг».
Во взрослом футболе дебютировал в 2006 году выступлениями за команду клуба «Оливайш», в котором играл на правах аренды и провёл один сезон, приняв участие лишь в 9 матчах чемпионата.
Впоследствии вернулся в «Спортинг», к составу которого присоединился в 2007 году. Сыграл за лиссабонский клуб следующие три сезона своей игровой карьеры. Большую часть времени, проведённого в составе «Спортинга», был основным игроком команды.
С 2010 по 2011 год играл на правах аренды в составе команд клубов «Витория» (Гимарайнш) и «Кавала».
Опять вернулся в «Спортинг» в 2011 году, однако закрепиться в основной команде ему не удалось, и из-за конфликта с руководством клуба, он был переведён в молодёжный состав.
Зимой 2013 года, перешёл в римский клуб «Лацио», сумма трансфера составила 2,000,000 евро.
Летом 2015 года перешёл в «Атлетико Паранаэнсе».

## Выступления за сборные
В 2005 году дебютировал в составе юношеской сборной Португалии, принял участие в 16 играх на юношеском уровне.
В течение 2007—2010 годов привлекался к составу молодёжной сборной Португалии. На молодёжном уровне сыграл в 19 официальных матчах.